# Couvent des Célestins de Lyon
Le couvent des Célestins de Lyon est un ancien couvent de l'ordre des Célestins, situé dans l'actuel 2e arrondissement de Lyon (France). Une ancienne commanderie du XIIIe siècle passe entre les mains des Célestins en 1407 qui quittent Lyon lorsque l'ordre est supprimé en 1778. La longue présence des moines ermites célestins a marqué le quartier du bord de Saône : quai des Célestins, théâtre des Célestins, etc.

## Situation
Le couvent était situé sur la rive gauche de la Saône (quai des Célestins). Il était situé à proximité du couvent des Jacobins et du couvent des Antonins (entre le quai Saint-Antoine et la rue Mercière).

## Histoire

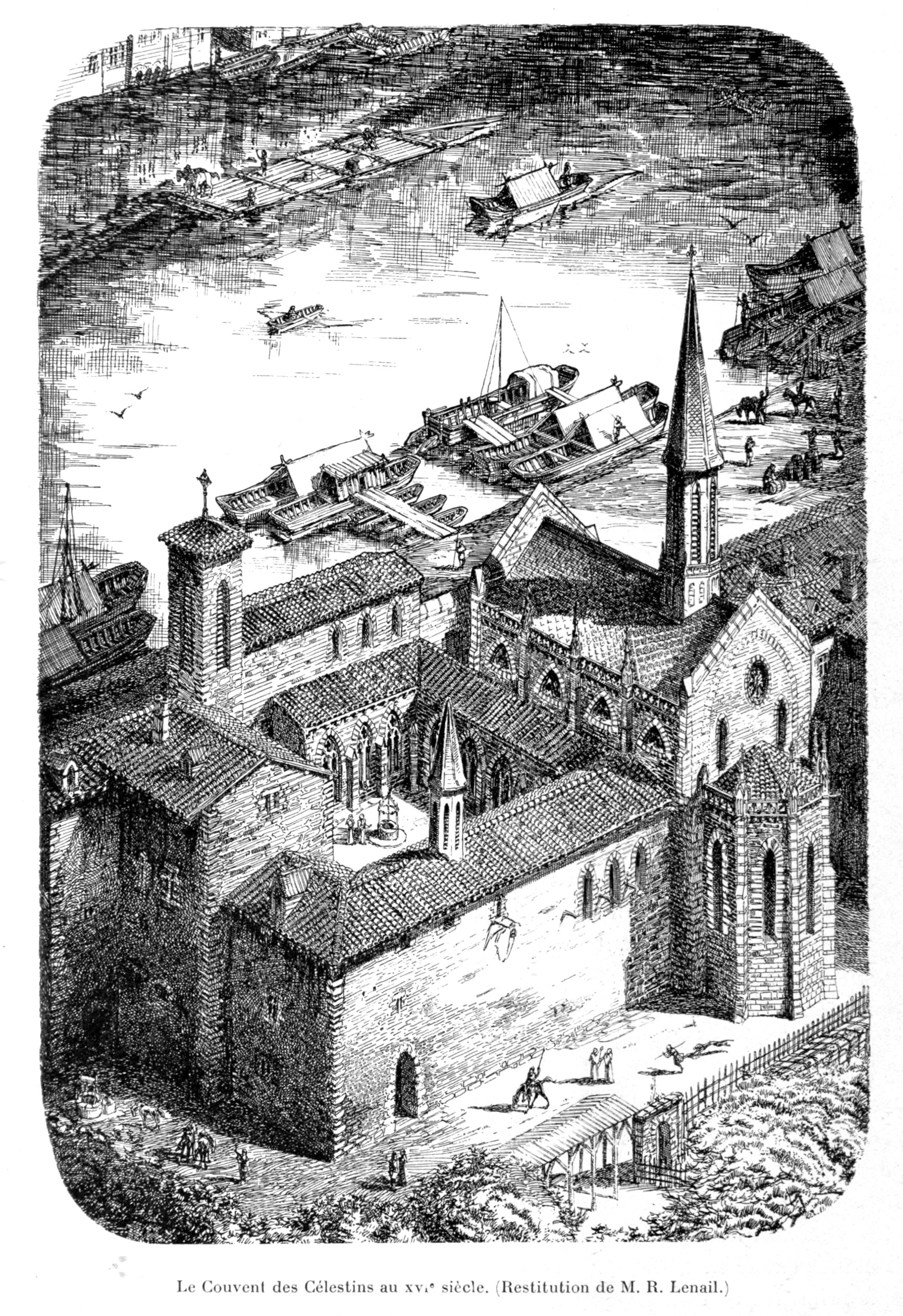
Le couvent, restitué par Le Nail dans Histoire des églises et chapelles de Lyon, 1908

Après la suppression de l'ordre du Temple en 1312, la commanderie, fondée vers 1200 sur l'actuel site des célestins, est cédée aux Hospitaliers de l'ordre de Saint-Jean de Jérusalem. Ces derniers la vendent au comte de Savoie Amédée VIII. Le 22 février 1407, le comte de Savoie fait don de la propriété aux moines célestins. Les bâtiments, menacés de ruine, sont restaurés. L'église semble être rétablie en 1427. Le chapitre, le dortoir et le réfectoire sont construits dans la décennie qui suit. Mais les bâtiments sont encore en bois et, en 1501, un incendie détruit le couvent. Seuls l'église et le réfectoire sont épargnés. Les travaux de reconstruction commencent d'abord par le dortoir sur le quai, puis, à partir de 1507, par le cloître, dont les quatre ailes sont désormais voûtées.
En 1562, le couvent est pillé par les protestants pendant les Guerres de Religion Françaises.
En 1622, un incendie détruit le dortoir et la maison de Notre-Dame. Les quatre corps de logis qui ont été touchés sont reconstruits à partir de 1624.
De nouveaux bâtiments sont construits en 1628-1629 sur le jardin. En 1636, les Célestins mènent une vraie opération urbaine : les bâtiments reconstruits intègrent des boutiques ouvertes sur le quai et destinées à la location. En 1644, la maison de saint-Pierre-Célestin est construite. Le portail de ce bâtiment est encore visibles aujourd'hui au 12, place Antonin-Gourju.
En 1654, la nef de l'église est prolongée vers la Saône pour rejoindre la façade des bâtiments sur le quai.
En 1671, Buyat est à nouveau mis à contribution pour démolir et reconstruire le dortoir sur les quais.

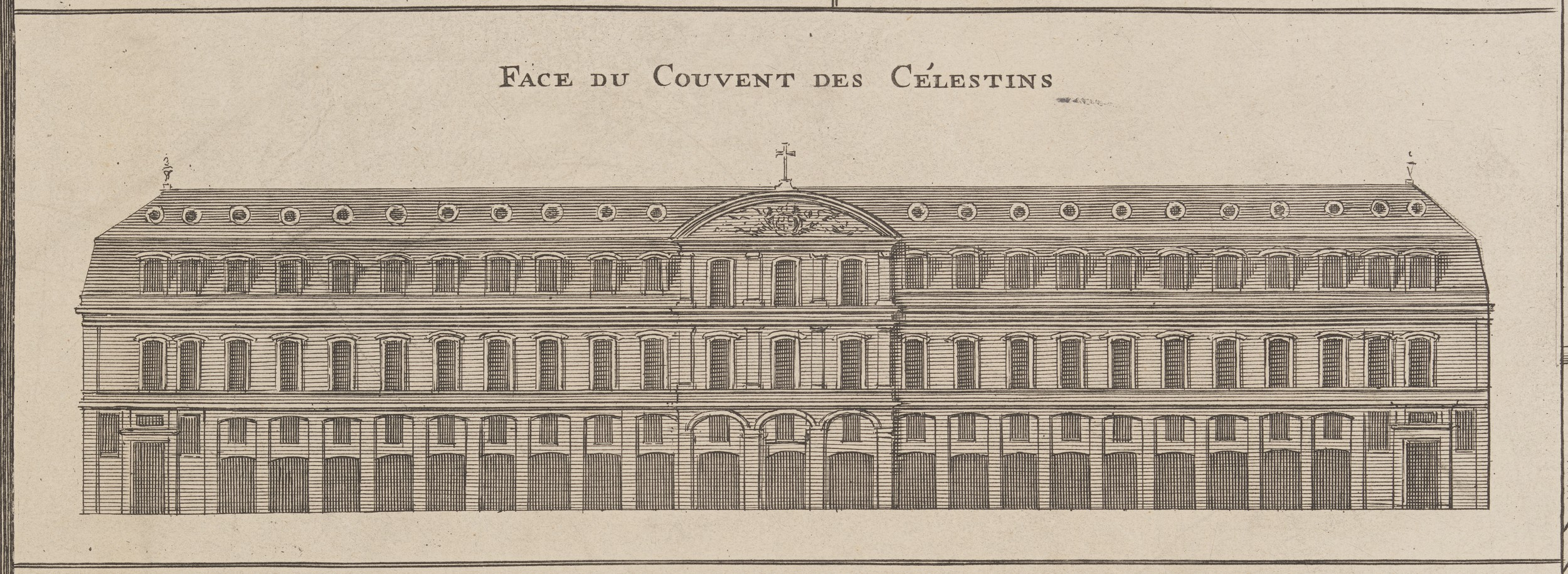
Détail du couvent des Célestins issu du plan général de la Ville de Lyon, levé et gravé par Claude Séraucourt.

En 1720, le chapitre décide de reconstruire intégralement les bâtiments sur le quai. L'aspect du couvent est complètement modifié. Le bâtiment s'élève sur trois niveaux : le rez-de-chaussée formé d'arcades reçoit des boutiques et un entresol d'habitations ; le deuxième niveau est réservé au monastère ; l'étage supérieur est traité en mansarde. Pour financer en partie ces travaux, les religieux aliènent une partie de leur tènement entre 1722 et 1724. En 1740, les bâtiments claustraux sont refaits à neuf et constituent un ensemble architectural homogène.
Des incendies touchent le couvent le 25 novembre, puis le 25 décembre 1744. Le 30 septembre 1778, un bref du Pape Pie VI supprime l'ordre des Célestins.
Après un long procès, en 1784, le roi Victor-Emmanuel Ier est reconnu héritier du comte de Savoie, donateur du terrain au XVe siècle. En 1784, le monastère est vendu au promoteur André Devouges. La Société des Célestins est créée le 12 décembre 1788 avec Devouges comme administrateur. Jean-Antoine Morand est retenu pour être l'architecte de la Compagnie. Entre 1789 et 1792, les rues de Savoie et des Célestins sont percées à travers les bâtiments du couvent. Le 9 avril 1792, le théâtre des Variétés, actuel théâtre des Célestins, construit par Jean-François Colson, ouvre, donnant sur les anciens jardins des Célestins transformés en place.
En 1993, dans le cadre des fouilles de sauvetage préalables à la construction du parc de stationnement sous la place des Célestins, les vestiges du chevet de l'ancienne chapelle des Templiers ont été découverts sous la rue Charles-Dullin.